# Thyenula hortensis
Thyenula hortensis là một loài nhện trong họ Salticidae.
Loài này thuộc chi Thyenula. Thyenula hortensis được Wanda Wesołowska & Cumming miêu tả năm 2008.